# Antanum
Antanum ou Antanom (nom complet Ontoros Antanom) (1885-1915) était un guerrier Murut célèbre et influent du Bornéo du Nord (aujourd'hui Sabah), en Malaisie, qui selon l'histoire orale locale prétendait avoir des pouvoirs surnaturels. Pour cette raison, il a pu recevoir le soutien des chefs et des villageois des villages de Keningau, Tenom, Pensiangan et Rundum et a dirigé le soulèvement de Rundum contre la British North Borneo Company, mais a été tué lors de combats avec l'armée de la compagnie à Sungai Selangit, près de Pensiangan.

## Révolte de Rundum
Sous l'administration de la British Chartered North Borneo Company (BCNBC), en plus d'imposer de nombreuses taxes dont les habitants n'avaient jamais entendu parler, les britanniques ont également forcé chaque couple Murut qui avait deux enfants à renoncer à l'un d'eux pour lui faire faire du travail forcé.
À court de tolérance, Antanum a rassemblé près d'un millier de guerriers Murut de Tenom, Keningau et Pensiangan pour combattre l'empire britannique en 1915. Les officiers britanniques ont été totalement choqués lorsque des centaines de Murut ont inondé leur bâtiment administratif et les ont attaqués. Antanum a construit quelques forteresses avec des tunnels et des maisons.
En avril 1915, les Britanniques envoient 400 soldats équipés d'armes à feu pour contre-attaquer. Bien que les Muruts n'utilisaient que leurs armes primitives telles que des chalumeaux, des épées et des lances, l'armée britannique n'a pas réussi à les battre. Par conséquent, ils ont tendu un piège en offrant un discours de paix à Rundum. Lorsque Antanum et ses partisans se rendaient sur les lieux, des centaines de soldats britanniques les ont encerclés et arrêtés. Plus tard, Antanum a été exécuté.